# تايلر ميتكالف
تايلر ميتكالف هو لاعب هوكي الجليد كندي، ولد في 12 يونيو 1984 في وينيبيغ في كندا.

## وصلات خارجية
- تايلر ميتكالف على موقع دوري الهوكي الوطني (الإنجليزية)
- تايلر ميتكالف على موقع EliteProspects.com (الإنجليزية)
- تايلر ميتكالف على موقع HockeyDB.com (الإنجليزية)